# Esterilización forzosa
La esterilización forzosa o esterilización forzada es aquella esterilización que se produce en una o más personas sin su consentimiento ni justificación médica o clínica, con intención eugenésica, punitiva o anticonceptiva forzosa.
A lo largo de los siglos XX y XXI, numerosos países han desarrollado programas de esterilización forzada, normalmente en mujeres, como parte de sus políticas gubernamentales, tanto en su propio país como en otros.

## Definición
La esterilización forzosa es considerada como un crimen de lesa humanidad, un crimen de guerra y un delito grave de violencia sexual. Fue reconocido como crimen de guerra en el proceso de Núremberg desarrollado entre 1945 y 1946 por iniciativa de las naciones aliadas vencedoras al final de la Segunda Guerra Mundial, en los que se determinaron y sancionaron las responsabilidades de dirigentes, funcionarios y colaboradores del régimen nacionalsocialista de Adolf Hitler. Mientras que, según el Estatuto de Roma, la esterilización forzosa constituye un crimen contra la humanidad.
Los elementos que caracterizan la esterilización forzosa son:
1. Que el autor o autores hayan privado a una o más personas de la capacidad biológica de reproducción de manera irreversible.
2. Que dicha esterilización no haya tenido justificación en un tratamiento médico o clínico de la víctima o víctimas ni se haya llevado a cabo con su libre consentimiento o se haya conseguido el consentimiento mediante engaño.

La esterilización permanente e irreversible forzada se realiza con fines eugenésicos y de castigo con el objeto de impedir la reproducción de un segmento de la población que se considera portador de rasgos defectuosos (personas con discapacidades mentales, delincuentes) o de un grupo social definido por su raza, etnia, religión u otra característica que se desea limitar o eliminar. También se considera esterilización forzada los programas de anticoncepción no voluntaria o forzosa para el control de la natalidad.

## Por países

### Alemania
El programa de esterilización más amplio del siglo XX tuvo lugar bajo el régimen del Tercer Reich. Uno de los primeros actos de Adolf Hitler, luego de conseguir el control total sobre el estado alemán, fue aprobar la Ley para la prevención de descendencia con enfermedades hereditarias (Gesetz zur Verhütung erbkranken Nachwuchses) en julio de 1933. La ley fue firmada por el mismo Hitler y más de 200 cortes eugenésicas fueron creadas específicamente como resultado de esa ley. Bajo el amparo de la ley alemana, se les requirió a todos los doctores en el Reich reportar a sus pacientes que fueran personas con discapacidades mentales, enfermos mentales (incluyendo a la esquizofrenia y el trastorno bipolar), epilépticos, ciegos, sordos o físicamente deformes, y se impuso una alta multa monetaria para cualquier paciente que no fuera apropiadamente denunciado. Los individuos que padecían alcoholismo, la enfermedad de Huntington también podían ser esterilizados. El caso individual era luego presentado ante una corte de oficiales nazis y a los oficiales de salud pública que revisaban sus historias médicas, tomaban testimonio a sus amigos y colegas y eventualmente decidían si ordenaban o no realizar una operación de esterilización al individuo, usando la fuerza si es que era necesario. Aunque no está explícito en la ley, 400 Bastardos de Renania fueron también esterilizados a principios de 1937.
Para el final de la Segunda Guerra Mundial, más de 400.000 individuos fueron esterilizados bajo el auspicio de la ley alemana, la mayoría de ellos durante los primeros cuatro años después de haber sido promulgada. Cuando se trajo a colación el tema de las esterilizaciones forzosas en los Juicios de Núremberg después de la guerra, muchos nazis defendieron sus acciones indicando que había sido del mismo Estados Unidos el que les sirvió de inspiración. Los nazis tuvieron muchas otras políticas raciales inspiradas en la eugenesia, incluyendo su programa de "eutanasia" por el cual alrededor de 70.000 personas internadas en una institución o que padecían de defectos de nacimiento fueron asesinadas.

### Estados Unidos

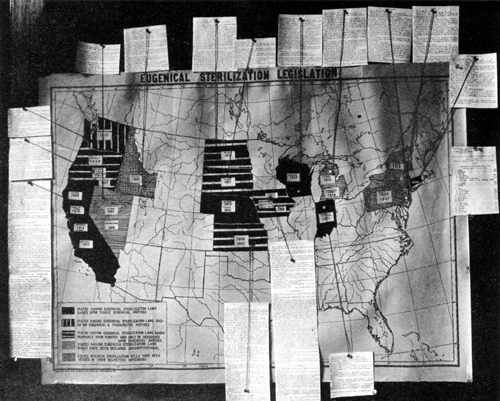
Un cartel de una conferencia de 1921 sobre eugenesia, que muestra los estados de EE. UU. que habían implementado la legislación de esterilización.

Los Estados Unidos fue el primer país en emprender concertadamente programas de esterilización forzosa con propósitos eugenésicos. Los propulsores de este programa eran ávidos creyentes en la Eugenesia y defendieron frecuentemente este programa, por lo que se sintieron devastados cuando fue clausurado debido a problemas éticos. Los objetivos principales del programa estadounidense fueron las personas con discapacidad mental y personas con problemas de salud mental; pero, bajo muchas leyes estatales, también se centraron en los sordos, ciegos, personas con epilepsia y físicamente deformes. Los amerindios y las mujeres afroamericanas fueron esterilizados contra su voluntad en muchos estados, a menudo sin su consentimiento, mientras estaban hospitalizadas por otras razones (por ejemplo, para dar a luz). Algunas esterilizaciones también tuvieron lugar en las prisiones y otras instituciones penales, fijando como objetivo la lucha contra la criminalidad, pero fueron una minoría relativa. Al final, más de 65.000 individuos fueron esterilizados en 33 estados por medio de programas estatales de esterilizaciones forzosas en los Estados Unidos.
El primer estado en promulgar legislación sobre las esterilizaciones forzosas fue Míchigan, en 1897, pero esta no consiguió suficientes votos por parte de los legisladores para ser adoptada. Ocho años después, los legisladores del estado de Pensilvania aprobaron una ley de esterilización que fue vetada por el gobernador. Indiana se convirtió en el primer estado en promulgar legislación sobre esterilización en 1907, seguida de cerca por Washington y California en 1909. Las tasas de esterilización a lo largo del país eran relativamente bajas (con la única excepción de California) hasta el litigio de 1927 en la Corte Suprema de los Estados Unidos entre Buck y Bell, el cual legitimó la esterilización forzosa de pacientes en un hogar de Virginia para retrasados mentales. 
Entre 1909 y principios de la década de 1950, el estado de California había esterilizado a más de veinte mil pacientes en instituciones del gobierno para enfermos mentales y deficientes mentales. De los muchos estados que tenían programas de esterilización obligatoria, California era, con mucho, el primero en términos de pacientes esterilizados, que fueron casi tantos como la suma de los totales de los siguientes cuatro estados con mayor número de esterilizaciones.
El número de esterilizaciones realizadas por años se incrementó hasta otro litigio en la Corte Suprema en 1942 (Skinner v. Oklahoma), el cual complicó la situación legal al dictaminar contra la esterilización de criminales si la cláusula de protección igualitaria era violada. Esto es, si la esterilización debía ser realizada, entonces no podía exceptuarse a los criminales de cuello blanco.
La mayoría de las leyes sobre esterilización podía ser dividida en tres categorías principales de motivaciones: eugenésica (referida a la herencia), terapéutica (parte de una teoría médica aún en ese entonces oscura por la cual la esterilización llevaría a la vitalidad) o punitiva (como un castigo a los criminales), aunque por supuesto estas motivaciones podían combinarse en la práctica y en la teoría (la esterilización de criminales podía ser tanto punitiva como eugenésica, por ejemplo). El juicio de Buck v. Bell supuso que solo la esterilización eugenésica sería constitucional, mientras que el juicio Skinner v. Oklahoma legisló específicamente contra la esterilización punitiva. La mayoría de las operaciones solo sirvieron para impedir la reproducción (como es el caso de la ruptura del conducto deferente en los varones), aunque algunos estados (en particular, Oregón y Dakota del Norte) tenían leyes que incitaban el uso de la castración. En general, la mayoría de las esterilizaciones fueron realizadas bajo estatutos eugenésicos, en hospitales psiquiátricos y hospicios para discapacitados mentales. Nunca existió un estatuto federal sobre la esterilización, aunque el eugenista Harry H. Laughlin, cuya "Ley Modelo para la Esterilización Eugenésica" fue la base de un estatuto ventilado en Buck v. Bell que propuso la estructura de uno en 1922.
Después de la Segunda Guerra Mundial, la opinión pública hacia la eugenesia y los programas de esterilización se volvió más negativa a la luz de la conexión con las políticas genocidas de la Alemania Nazi, aunque un número significativo de esterilizaciones continuó en unos pocos estados hasta principios de la década de 1960. La junta de Eugenesia de Oregón, más tarde renombrada la Junta de Protección Social, existió hasta 1983, con la última esterilización forzosa ocurrida en 1981. El Estado libre asociado de Puerto Rico también tuvo un programa de esterilización. Algunos estados continuaron teniendo legislación de esterilización por mucho más tiempo después de ello, aunque fue raramente usada. California esterilizó más que ningún otro estado y fue responsable por más de un tercio de todas las operaciones de esterilización. Información sobre el programa de esterilización de California fue convertida en libros y ampliamente diseminada por los eugenistas E. S. Gosney y Paul B. Popenoe, de quien el gobierno de Adolf Hitler dijo ser de importancia clave para probar que los programas de esterilización forzosa a gran escala eran factibles.
En años recientes, los gobernadores de muchos estados han pedido disculpas públicas por tales programas, empezando con Virginia y seguido por Oregón y California. Ninguno ha ofrecido compensar a aquellos esterilizados; sin embargo, se debe tener en cuenta que es probable que muy pocos todavía vivan (y, por supuesto, no tendrían descendencia afectada) y que no han quedado registros adecuados que puedan verificarse. Al menos un juicio de compensación llegó a las cortes en 1981 (Poe v. Lynchburg Training School & Hospital), el cual argüía que la legislación de esterilización era inconstitucional. Fue rechazado porque la ley ya no estaba en efecto en el momento en que fue presentado; sin embargo, se concedió alguna compensación a los demandantes como lo estipulaba la misma legislación, la cual requería informar a los pacientes sobre sus operaciones y que no se había llevado a efecto en muchos casos.
Entre los estados (27) que todavía tenían leyes de esterilización en sus libros (aunque no todas estén todavía en uso) en 1956 estaban: Arizona, California, Connecticut, Delaware, Georgia, Idaho, Indiana, Iowa, Kansas, Maine, Míchigan, Minnesota, Misisipi, Montana, Nebraska, Nuevo Hampshire, Carolina del Norte, Dakota del Norte, Oklahoma, Oregón, Carolina del Sur, Dakota del Sur, Utah, Vermont, Virginia, Virginia Occidental y Wisconsin.

### India y China
Ni India ni China han tenido programas eugenésicos de esterilización; sin embargo, han tenido lugar esterilizaciones coercitivas sin la autorización del gobierno en China y bajo el mandato del gobierno indio.
El estado de emergencia declarado en India entre 1975 y 1977 incluyó una iniciativa infausta de planificación familiar que empezó en abril de 1976, la cual incluía la vasectomía de miles de hombres y ligadura de trompas de las mujeres, sea por pago o bajo condiciones coercitivas. El hijo de la entonces primera ministra Indira Gandhi, Sanjay Gandhi, fue largamente culpado por lo que resultó ser un programa fallido.
Una fuerte reacción en contra de cualquier iniciativa asociada con la planificación familiar siguió a este programa altamente controvertido, reacción que continuó hasta el siglo XXI.
En cambio, en China, se tomaron medidas enérgicas contra los oficiales que incentivaron la esterilización forzosa, los cuales fueron encarcelados por sus acciones.

### Japón
En la primera parte de la era Shōwa, los gobiernos japoneses promovieron el incremento del número de japoneses sanos, al mismo tiempo que la disminución del número de personas que padecían retardo mental, discapacidad, enfermedades genéticas y otras condiciones que los llevaba a ser vistos como contribuciones "inferiores" al conjunto genético japonés.
Las Leyes de Prevención de la Lepra de 1907, 1931 y 1953 (la última solo revocada en 1996) permitieron la segregación de pacientes en sanatorios donde los abortos y esterilizaciones forzosas eran comunes, así como el castigo autorizado de pacientes que "alteraran la paz". Bajo el amparo de la "ordenanza de prevención de la lepra" en la Corea colonizada, los pacientes coreanos fueron también sujetos a arduas labores.
La Ley de Protección de la Raza Eugenésica fue discutida desde 1934 hasta 1938 por la Dieta. Después de cuatro enmienda, fue promulgada como la "Ley Eugenésica Nacional" en 1940 por el gobierno de Fumimaro Konoe. Según Matsubara Yoko, de 1940 a 1945, se esterilizó a 454 japoneses bajo el amparo de esta ley.
Según la Ley de Protección Eugenésica (1948), la esterilización podía ser forzosa en criminales "con predisposición genética a cometer crímenes", pacientes con enfermedades genéticas, tales como hemofilia, albinismo e ictiosis, y afecciones mentales tales como esquizofrenia, trastorno bipolar y epilepsia. Las enfermedades mentales fueron añadidas en 1952.

### México
“Organizaciones de la sociedad civil, como Balance, Promoción para el Desarrollo y Juventud, A.C., han recibido en los últimos años diversos testimonios de mujeres que viven con VIH que señalan que con frecuencia la desinformación acerca de la transmisión del virus ha dado lugar a la esterilización forzada. Si bien existe amplia evidencia sobre la efectividad de las intervenciones para reducir el riesgo de la transmisión madre-hijo/a, se han registrado casos de mujeres seropositivas que han sido obligadas a someterse a esterilizaciones o aceptaron ser esterilizadas sin la adecuada información y conocimiento acerca de sus opciones”.
“En un informe realizado en El Salvador, Honduras, México y Nicaragua, se concluyó́ que las mujeres que viven con VIH y cuyos proveedores de salud lo sabían al momento de quedar embarazadas, tenían seis veces más probabilidades de experimentar esterilización forzada o coaccionada en estos países. Asimismo, muchas de estas mujeres informaron que los proveedores de salud les dijeron que por vivir con VIH se anulaba su derecho a elegir el número y espaciamiento de los hijos que deseaban tener, así́ como el derecho a utilizar un método anticonceptivo de su elección; empleando información errónea sobre las consecuencias para su salud y la de sus hijos y negando acceso a tratamientos que minimizan la transmisión madre-hijo del VIH para coaccionarlas a esterilizarse."
Esto sucede aun cuando la norma de salud NOM 005-SSA2-1993 señala que la planificación familiar es “el derecho de toda persona a decidir de manera libre, responsable e informada, sobre el número y espaciamiento de sus hijos y a obtener la información especializada y los servicios idóneos” y que “el ejercicio de este derecho es independiente del género, la edad y el estado social o legal de las personas.”

### Perú

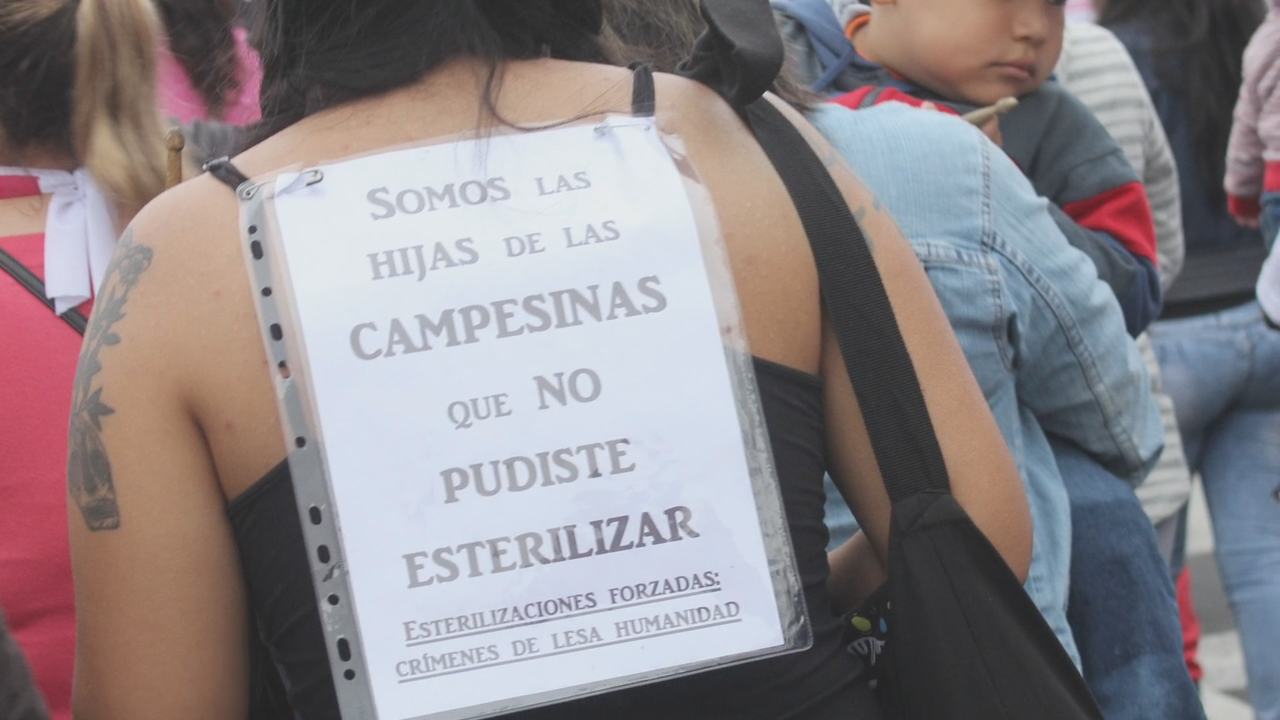
"Somos las hijas de las campesinas que no pudiste esterilizar" (Marcha NiUnaMenos en Perú, 2016)

En el Perú, se ha acusado al presidente Alberto Fujimori (1990-2000) de genocidio y de crímenes contra la humanidad por causa del programa de esterilizaciones efectuado durante su gobierno, el cual tuvo como objetivo a las mujeres indígenas (esencialmente analfabetas) de los andes peruanos. Se estima que entre los años 1990 y 1999 más de 314 mil mujeres fueron esterilizadas, muchas veces empleando presión psicológica o a cambio de alimentos o dinero.
De acuerdo con la Defensoría del Pueblo, se realizaron 272 028 intervenciones de ligadura de trompas entre 1996 y 2001, de estas el Ministerio Público pudo determinar que 2091 mujeres sufrieron esterilizaciones contra su voluntad. En la Fiscalía existen 2166 denunciantes por casos de esterilización no voluntaria, mientras que 3761 mujeres se inscribieron en el Registro de Víctimas de Esterilizaciones Forzadas (REVIESFO), del Ministerio de Justicia peruano. Este organismo identificó a 5097 que mujeres sufrieron esterilizaciones forzosas.
En 1016 se fundó la Asociación de Mujeres Afectadas por Esterilizaciones Forzadas con el fin de dignificar, reconocer y apoyar a las mujeres afectadas por las esterilizaciones.

### Suecia
Cerca de 63 000 esterilizaciones se practicaron entre 1935 y 1975 en el marco de las leyes adoptadas por unanimidad en el Riksdag, que incluyeron la lobotomización de al menos otras 4500 personas, siendo una de las poblaciones objetivo los gitanos. Con el pretexto de la higiene racial que realizó el sueco Herman Bernhard Lundborg entre los sami y que además apuntaló intelectualmente la esterilización de "idiotas", indígenas, gitanos y personas vulnerables.

### Suiza
En 1928, el cantón de Vaud aprobó una ley que autorizaba la esterilización de las personas con «enfermedades mentales», que fue derogada en 1985. Hubo cientos de casos de esterilizaciones forzosas en ese cantón. Los ginecólogos suizos practicaron esterilizaciones o castraciones forzosas a partir de 1898. El gobierno suizo no prevé indemnizar a las víctimas.

### Uzbekistán
En 2012 se hicieron públicas las políticas secretas de esterilización forzosa, con el fin de controlar la natalidad, llevadas a cabo por Islam Karimov, dictador de Uzbekistán. El programa obliga a los médicos a extirpar el útero a las mujeres, sin su conocimiento ni su aprobación, cuando se hacen una revisión o después de un parto. Se estiman entre 10 000 y 100 000 las esterilizaciones forzosas practicadas.
Diversas organizaciones han denunciado la tolerancia de Estados Unidos hacia esas prácticas a cambio de permitir el tránsito de militares; así, a pesar de conocerse estos abusos, gracias a los informes de Amnistía Internacional (entre otras fuentes), el gobierno estadounidense sigue apoyando militar y económicamente al régimen de gobierno liderado por Islom Karimov.

### Otros países
Entre los demás países que instauraron tales prácticas, se encuentran Australia, Noruega, Finlandia, Estonia, Eslovaquia, Suiza, Islandia y algunos países de Latinoamérica (como Puerto Rico; ver Operación manos a la obra). En el Reino Unido, el secretario de Estado Winston Churchill aprobó una cláusula que instauraba la esterilización forzosa en el Mental Deficiency Act de 1913. Pero el escritor G.K. Chesterton organizó una campaña exitosa en favor de su abolición.
La Unión Soviética impuso la esterilización forzosa a los obreros deportados de Rumania a los campos de trabajo, poco después de la Segunda Guerra Mundial (entonces Rumanía debía proveer a Rusia de mano de obra, por una cláusula incluida en el armisticio).
Checoslovaquia llevó a cabo una política de esterilización de mujeres gitanas entre 1973 y 1990. Los disidentes de la Carta 77 la denunciaron en 1977-78 como un "genocidio", pero la práctica continuó hasta la Revolución de terciopelo de 1989. Aunque la política se hubiese abolido oficialmente después de 1990, ciertos médicos continuaron este programa (la última víctima censada fue esterilizada en 2003). Un informe de 2005 elaborado por el defensor del pueblo, independiente del gobierno checo, Otakar Motejl, identificó docenas de casos de esterilización forzosa entre 1979 y 2001 e hizo un llamado para realizar investigaciones penales y una posible acusación contra varios trabajadores y administradores de los servicios de salud.